# Irácká republika (1958–1968)
Irácká republika (arabsky الجمهورية العراقية) vznikla v roce 1958 po revolučním svržení monarchie a vyvraždění irácké královské rodiny.
Vláda byla podporovaná armádou před arabským nacionalistickým baasistickým hnutím. To ovšem provedlo v roce 1963 převrat a na krátko se dostali k moci než byli odstaveni. V roce 1968 se dalším státním převratem opět chopili moci. Hlavními vůdci tohoto převratu byli Ahmad Hasan al-Bakr a Saddam Hussein.

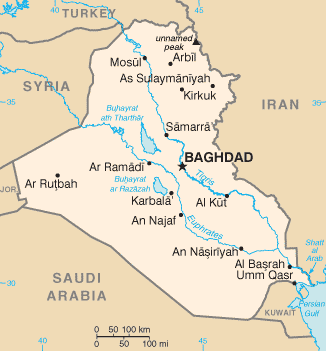
Mapa Iráku